# 羽奴思
羽奴思（Yunus Khan，1416年—1486年），1462年统治蒙兀儿斯坦，1472年起統治整個東察合台汗國。他是歪思汗次子也先不花二世的兄弟。《明实录》也称为「迤西阿力」，与「吐鲁番阿力」不同，一些书籍把他与《明史》中吐鲁番的速檀阿力（哈只阿力）当做一个人。
歪思汗在1428年死後，兩兄弟爭位，有些埃米尔支持也先不花二世，羽奴思不敵，前往河中撒馬爾罕帖木兒王朝兀鲁伯避難。帖木兒國王卜撒因後來欲遠征伊拉克，加上也先不花二世不斷侵襲突厥斯坦等城，因此召回在伊朗設拉子流亡的羽奴思，在1456年派兵支援他東征東察合台汗國，佔領了一些土地，把東察合台汗國再一分為二。
1472年，也先不花二世之孫怯别二世被殺後，羽奴思統治整個東察合台汗國。他與衛拉特人作戰。他為使蒙兀兒人成為真正的穆斯林，使蒙兀兒人定居在草原邊的城市。但遭到蒙兀兒人強烈反對。在1472年，他派速檀阿力以吐魯番為基地東進，俘虜依附明朝的哈密忠順王罕慎的女兒。他極力向東方傳播突厥-波斯文化，稱為帖木兒王朝文藝復興。1481年以後，他不再逼迫蒙兀兒人定居城市，將權位傳子速檀阿黑麻，在塔什干定居，在1486年卒於該城。他也曾出兵哈密。
他曾經在伊朗的法爾斯與阿塞拜疆生活，喜歡城市生活，曾在帖木兒傳記《扎法爾納馬》作者歇里甫丁·阿里·雅兹迪手下受學十二年，人稱羽奴思大師，印度蒙兀兒王朝的巴布爾是他的外孫（羽奴思的女兒忽都魯·尼格爾·哈努姆嫁给卜撒因的王子烏馬爾·沙黑·米爾扎二世）。葉爾羌汗國歷史家米尔咱·马黑麻·海答儿也是他的外孫。他还有一女儿嫁给哈萨克汗国的哈斯木汗。